# Championnat d'Iran de football 1970-1971
Navigation
Saison suivante

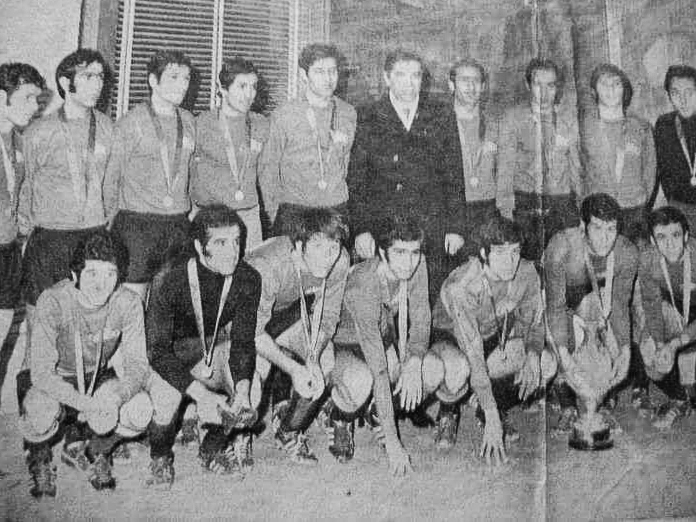
Taj Teheran

La saison 1970-1971 du Championnat d'Iran de football est la toute première édition du championnat national de première division iranienne. Huit clubs iraniens prennent part au championnat organisé par la fédération. Les équipes sont réparties en deux poules où elles rencontrent leurs adversaires une seule fois. À l'issue de cette première phase, les deux premiers de chaque poule se qualifient pour la phase finale pour le titre.
C'est le club de Taj Teheran qui remporte la compétition, après avoir battu lors de la finale nationale Paas Teheran. C'est le premier titre de champion d'Iran de l'histoire du club.

## Les clubs participants
| - Taj Teheran - Persepolis FC - Arya Mashhad - Paas Teheran - Taj Abadan - Kargar Abadan - Bargh Teheran FC - Taj Shiraz |

## Compétition

### Première phase
Le classement est établi sur le barème de points classique (victoire à 3 points, match nul à 1, défaite à 0).

#### Groupe A
| Rang | Équipe           | Pts | J | G | N | P | Bp | Bc | Diff |
| ---- | ---------------- | --- | - | - | - | - | -- | -- | ---- |
| 1    | Paas Teheran     | 6   | 3 | 3 | 0 | 0 | 9  | 2  | +7   |
| 2    | Persepolis FC    | 4   | 3 | 2 | 0 | 1 | 10 | 3  | +7   |
| 3    | Taj Shiraz       | 2   | 3 | 1 | 0 | 2 | 3  | 8  | -5   |
| 4    | Bargh Teheran FC | 0   | 3 | 0 | 0 | 3 | 0  | 9  | -9   |

#### Groupe B
| Rang | Équipe        | Pts | J | G | N | P | Bp | Bc | Diff |
| ---- | ------------- | --- | - | - | - | - | -- | -- | ---- |
| 1    | Taj Teheran   | 4   | 3 | 1 | 2 | 0 | 7  | 2  | +5   |
| 2    | Taj Abadan    | 4   | 3 | 1 | 2 | 0 | 4  | 2  | +2   |
| 3    | Kargar Abadan | 4   | 3 | 1 | 2 | 0 | 5  | 4  | +1   |
| 4    | Arya Mashhad  | 0   | 3 | 0 | 0 | 3 | 2  | 10 | -8   |

### Phase finale
|  | Demi-finales  | Demi-finales |              |   | Finale | Finale |
|  | Demi-finales  | Demi-finales |              |   | Finale | Finale |
|  |               |              |              |   |        |        |
|  |               |              |              |   |        |        |
|  |               |              |              |   |        |        |
|  | Paas Teheran  | 4            |              |   |        |        |
|  | Paas Teheran  | 4            |              |   |        |        |
|  | Taj Abadan    | 2            |              |   |        |        |
|  | Taj Abadan    | 2            | Paas Teheran | 1 |        |        |
|  |               |              | Paas Teheran | 1 |        |        |
|  |               | Taj Teheran  | 2            |   |        |        |
|  | Taj Teheran   | Taj Teheran  | 2            | 1 |        |        |
|  | Taj Teheran   |              |              | 1 |        |        |
|  | Persepolis FC | 1            |              |   |        |        |
|  | Persepolis FC | 1            |              |   |        |        |

## Bilan de la saison
| Championnat d'Iran de football 1970-1971 |                         |
| Champion                                 | Taj Teheran (1er titre) |
| Coupes et trophées                       |                         |
| Vainqueur de la Coupe d'Iran 1970-1971   | Non disputée            |
| Promotions et relégations                |                         |
| Promus en Iranian Premier League         | Aucun                   |
| Relégués en Iranian Second League        | Aucun                   |